# Plouisy
Plouisy (bretonisch Plouizi) ist eine französische Gemeinde mit 2.013 Einwohnern (Stand: 1. Januar 2022) im Département Côtes-d’Armor in der Region Bretagne. Sie gehört zum Arrondissement Guingamp und zum Kanton Guingamp. Die Einwohner werden Plouysien(ne)s genannt.

## Geographie
Plouisy liegt etwa 40 Kilometer westnordwestlich von Saint-Brieuc. Der Trieux begrenzt die Gemeinde im Osten. Umgeben wird Plouisy von den Nachbargemeinden Kermoroc’h im Norden, Trégonneau im Norden und Nordosten, Pabu im Osten, Guingamp im Südosten, Grâces im Süden, Moustéru im Südwesten, Tréglamus im Westen und Südwesten, Pédernec im Westen sowie Saint-Laurent im Nordwesten.
Durch den Süden der Gemeinde führt die Route nationale 12.

## Bevölkerungsentwicklung
| Jahr                      | 1962 | 1968 | 1975 | 1982 | 1990 | 1999 | 2006 | 2012 | 2020 |
| ------------------------- | ---- | ---- | ---- | ---- | ---- | ---- | ---- | ---- | ---- |
| Einwohner                 | 1432 | 1496 | 1417 | 1595 | 1730 | 1756 | 1881 | 1975 | 2002 |
| Quelle: Cassini und INSEE |      |      |      |      |      |      |      |      |      |

## Sehenswürdigkeiten
Siehe auch: Liste der Monuments historiques in Plouisy
- Pfarrkirche Saint-Pierre mit Ursprüngen aus dem 15. Jahrhundert
- Kapelle Saint-Antoine in Kerizac, errichtet vermutlich im 17. Jahrhundert unter Wiederverwendung zweier Türen aus dem 15. oder 16. Jahrhundert, eine Tür seit 1926 als Monument historique eingeschrieben
- Ruine eines Franziskanerklosters in La Boissière, 1616 erbaut
- Schloss Kernabat aus dem 17./18. Jahrhundert, seit 1997 als Monument historique eingeschrieben
- Herrenhaus von Kérisac aus dem 16. Jahrhundert, seit 1926 als Monument historique eingeschrieben
- Herrenhaus von Roudourou aus dem 17. und 18. Jahrhundert, seit 1964 als Monument historique eingeschrieben
- Herrenhaus von Kerderrien Clec'h, vermutlich aus dem 17. Jahrhundert
- Herrenhaus von Les Vern, 1662 errichtet

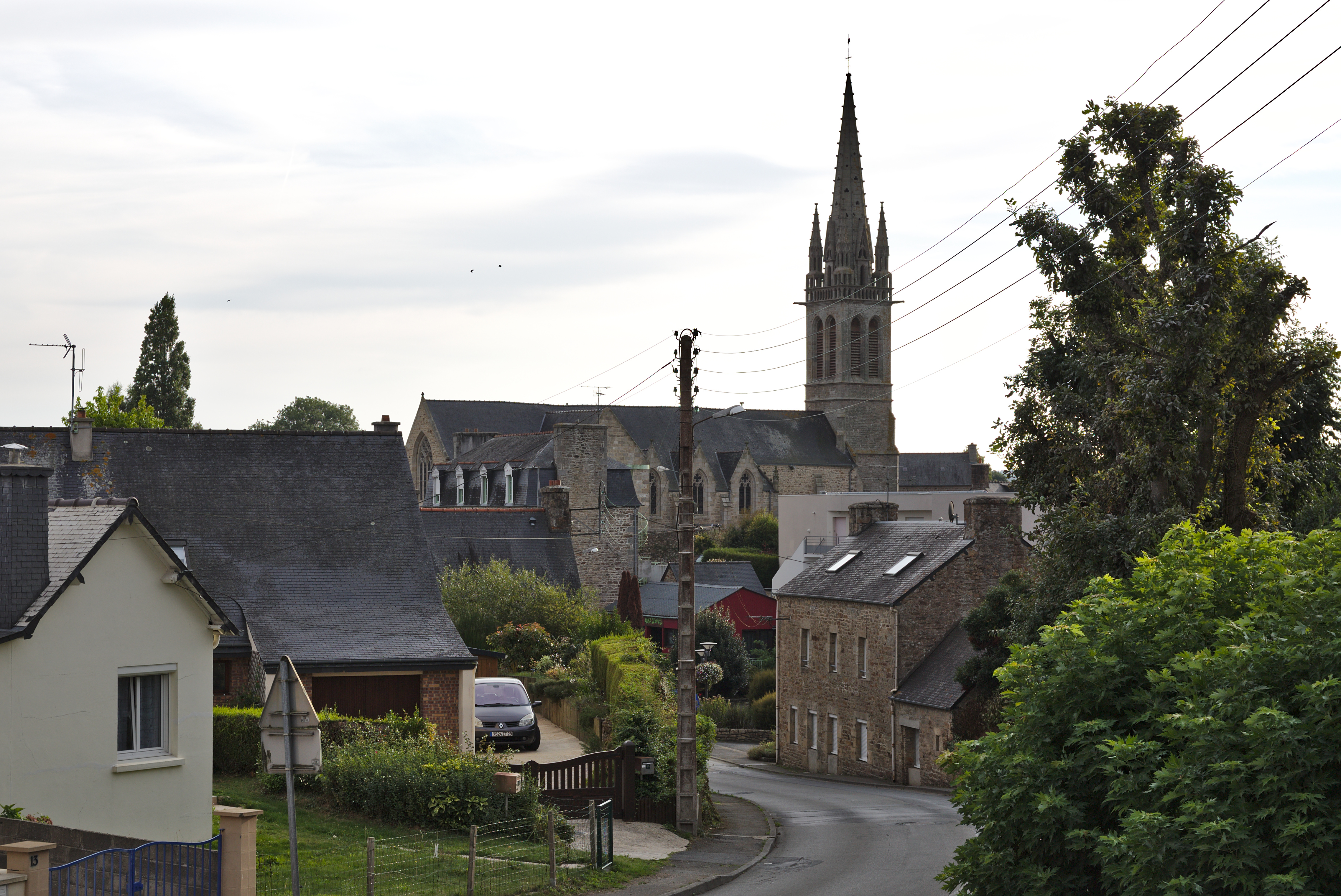
Pfarrkirche Saint-Pierre
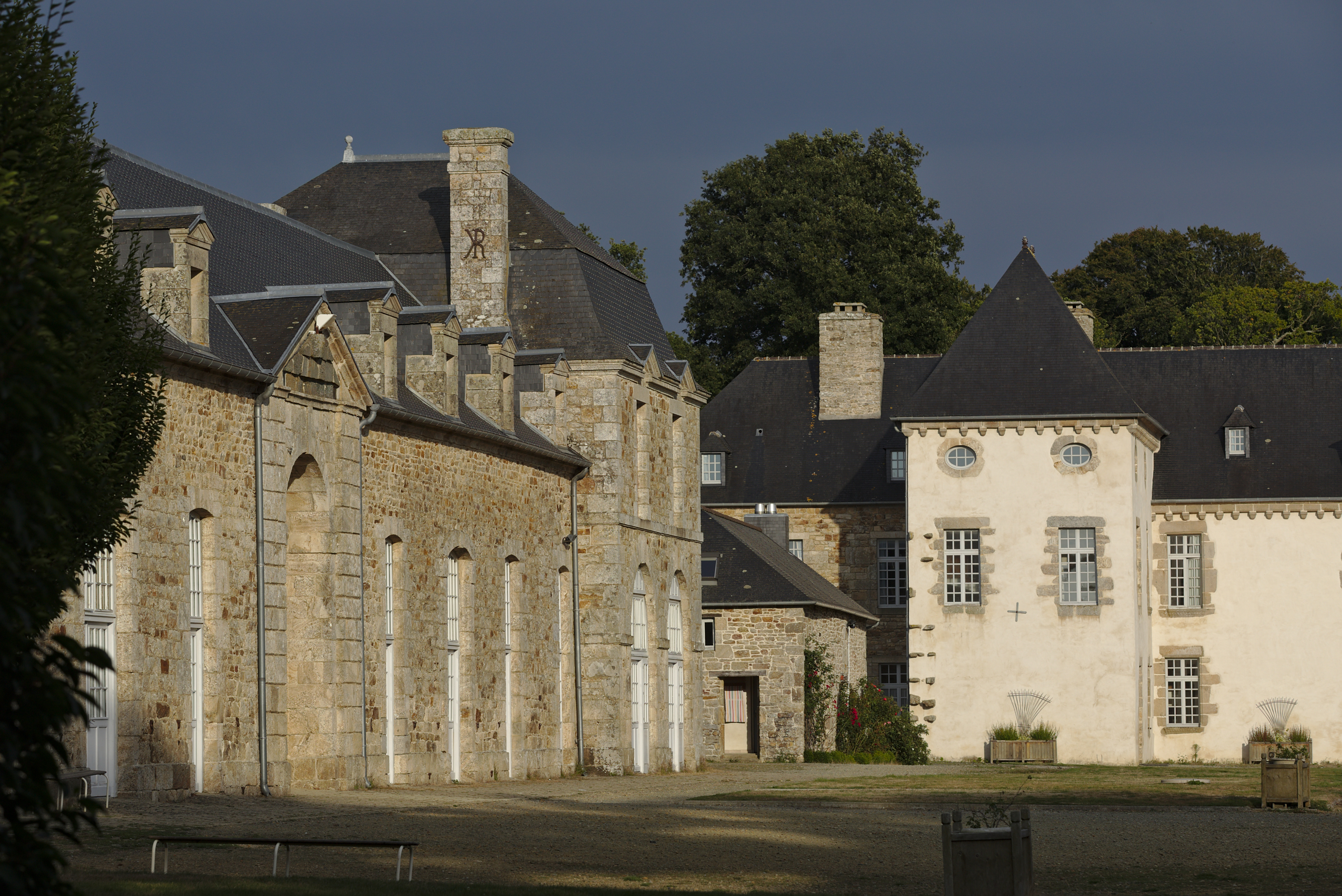
Schloss Kernabat
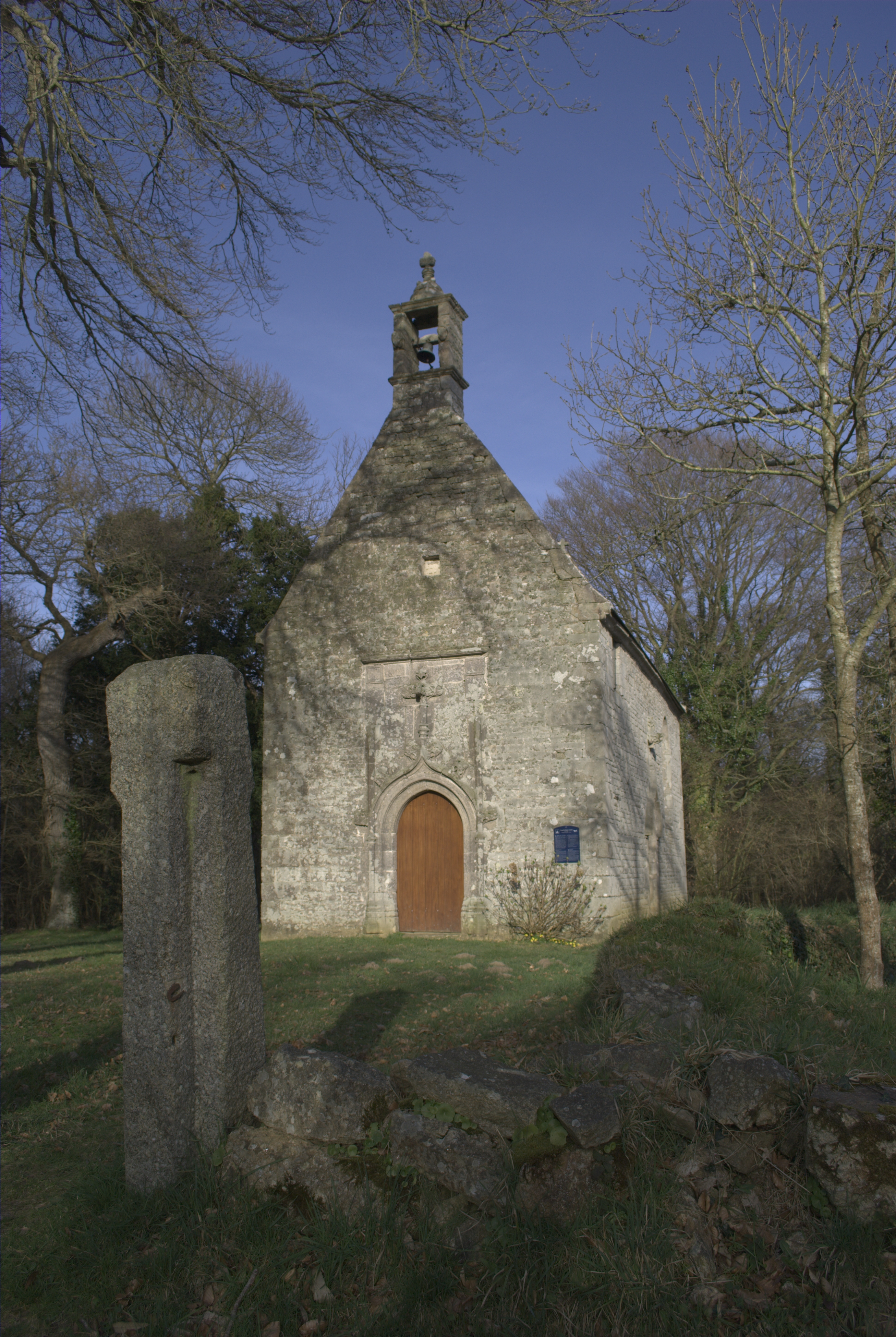
Kapelle Saint-Antoine in Kerizac
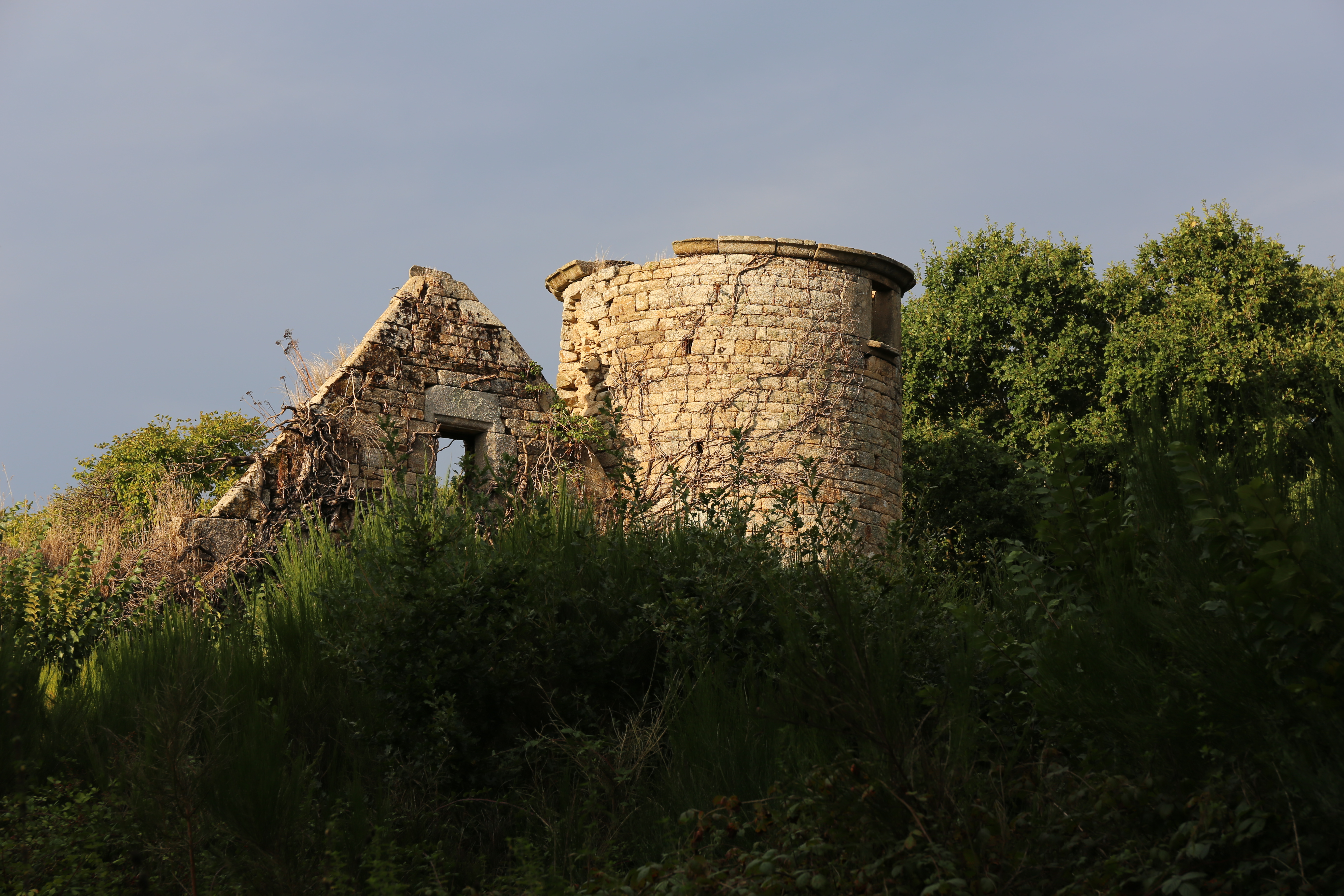
Herrenhaus von Kérisac